# Opération Opium
Pour plus de détails, voir Fiche technique et Distribution.
Opération Opium (Poppies Are Also Flowers) est un film policier américano-franco-autrichien réalisé par Terence Young et sorti en 1966.

## Résumé
"Opération Opium" est un film d’espionnage réalisé en 1966 pour les Nations Unies. Deux agents infiltrés suivent une cargaison d’opium marquée avec une substance radioactive, afin de remonter toute la filière du trafic, de l’Iran jusqu’en Europe. 
À travers leur mission, le film dénonce les dangers du commerce de drogue et la corruption qui l’accompagne. Porté par un casting international prestigieux, le film mêle suspense et message social pour sensibiliser le public à un fléau mondial.

## Fiche technique Operation opium
Le film Opération Opium, dont le titre original est Poppies Are Also Flowers (traduction littérale : Les Pavots sont aussi des fleurs), a été réalisé par Terence Young, avec la collaboration de Georges Lampin pour la seconde équipe de tournage.
Le scénario a été écrit par Jo Eisinger, d’après une histoire imaginée par Ian Fleming, célèbre créateur de James Bond.
La musique du film est signée Georges Auric, tandis que la direction de la photographie a été assurée par Henri Alekan. Les photographies de plateau ont été réalisées par Yves Mirkine.
Le travail sonore est l'œuvre de Jean Monchablon, et le montage a été confié à Monique Bonnot, Henry Richardson et Peter Thornton.
Les décors ont été conçus par Maurice Colasson, Eng. Djavaheri, Tony Roman et Freda Pearson, tandis que les costumes ont été réalisés par Raymond Ventura.
Ce film est une coproduction internationale entre l’Autriche, les États-Unis et la France. Il a été tourné en anglais.
Opération Opium appartient au genre du film policier, avec une forte dimension liée à la problématique des drogues et du trafic international (psychotropes au cinéma). Sa durée est de 100 minutes.
Le tournage a eu lieu en décors naturels dans plusieurs pays : Nice (France), Téhéran (Iran), Naples et Rome (Italie), Monte-Carlo (Monaco), ainsi qu’en Suisse.
Le producteur principal du film est Euan Lloyd. La production a été assurée par plusieurs sociétés : Telsun Foundation Inc., United Nations, Wiener Stadthalle-Station Betriebs-und Produktionsgesellschaft et Xerox Corporation.
La distribution a été assurée par diverses compagnies, notamment Comet Pictures, Pathé Distribution, Paris Nord Distribution, Prodis et Rex Oreg.
Le film a été tourné en Eastmancolor, au format 35 mm, avec un son monophonique.
Il est sorti en France le 16 août 1966, et aux États-Unis le 26 octobre 1966. Le Centre national du cinéma (CNC) l’a classé tout public, avec le visa n° 31129 délivré le 1er août 1966.

## Distribution
- E. G. Marshall (VF : Yves Brainville) : Coley
- Trevor Howard (VF : William Sabatier) : Sam Lincoln
- Angie Dickinson : Linda Benson
- Gilbert Roland (VF : Jean-Henri Chambois) : Serge Markos
- Yul Brynner (VF : Georges Aminel) : le colonel Salem
- Eli Wallach (VF : Henry Djanik) : « Happy » Locarno
- Georges Géret : Roche, l’officier de police
- Marcello Mastroianni (VF : Jacques Deschamps) : l’inspecteur Mosca
- Anthony Quayle (VF : Claude Bertrand) : le capitaine Vanderbilt
- Hugh Griffith (VF : Roger Carel) : le chef de tribu
- Jack Hawkins : le général Bahar
- Omar Sharif (VF : Jean-Pierre Duclos) : Dr. Rad
- Stephen Boyd (VF : Jean-Claude Michel) : Benson
- Rita Hayworth (VF : Paule Emanuele) : Monique Markos
- Senta Berger (VF : Nadine Alari) : une entraîneuse du night-club
- Amedeo Nazzari : le capitaine Dinonnio
- Jean-Claude Pascal : le meneur de la tribu
- Harold Sakata (VF : Jean Violette) : Martin
- Barry Sullivan (VF : René Arrieu) : Chasen
- Nadja Tiller : Dr. Bronovska
- Howard Vernon : l'expert médical
- Trini Lopez (VF : Roger Carel) : lui-même
- Jocelyn Lane (en) : la photographe
- Sylvia Sorrente : une entraîneuse du night-club
- Marilù Tolo : Virgia, une entraîneuse du night-club
- Bob Cunningham : l’assistant de Marko
- Grace Kelly : elle-même et voix off (non créditée)

## Autour du film
- Stephen Boyd, qui avait été pressenti à l'origine pour incarner James Bond à l’écran (rôle finalement échu à Sean Connery), est l'un des protagonistes de cette histoire écrite par Ian Fleming, créateur du célèbre espion.
- Créditée sous « Princesse Grace », Grace Kelly fait une apparition et assure aussi la narration (voix-off)[réf. à confirmer][2]
- L’inspiratrice de la chanson Marilu de Serge Gainsbourg (1966) est au générique de ce film : l'actrice italienne Marilù Tolo[3].

## Production
- Primitivement ce film était le dernier d'une série de quatre téléfilms commandée par l'Organisation des Nations unies, pour faire connaître ses missions et son rôle dans le maintien de la paix. Le film était à l'origine de 80 minutes, il a été étendu à 100 minutes pour une sortie en salles en 1967.
- Le film est basé sur une idée de Ian Fleming, le créateur de James Bond. Financé en partie par une subvention de Xerox, il a été produit par les Nations unies et les stars ont touché un salaire symbolique de 1 $[1]

### Critique
Pierre Billard déplore que les acteurs célèbres annoncés ne font que des passages éclairs : « une pluie d'étoiles filantes » écrit-il ironiquement, pour un film qui « dispense l'ennui maussade d'un gala de bienfaisance ».

## Article annexe
- Psychotrope au cinéma et à la télévision